# Xã Anderson, Quận Rush, Indiana
Xã Anderson (tiếng Anh: Anderson Township) là một xã thuộc quận Rush, tiểu bang Indiana, Hoa Kỳ. Năm 2010, dân số của xã này là 1.251 người.